# Les Menhirs de glace
Les Menhirs de glace (titre original : Icehenge) est un roman de science-fiction, écrit par l'écrivain américain Kim Stanley Robinson en 1984, puis traduit en français par Luc Carissimo en 1986.

## Résumé
En 2248, l'équipage du vaisseau spatial l'Aigle-Roux se mutine et rejoint ceux de vaisseaux qu'on croyait disparus. Eric Swann et Oleg Davydov, les capitaines des vaisseaux, préparent une expédition visant à coloniser une planète lointaine. Emma Weil, malgré les demandes des deux capitaines, refuse de se joindre à eux et repart vers Mars, sa planète d'origine, où une révolution a éclaté. Elle rejoint les rebelles avant la destruction de la ville de New Houston.
En 2547, Hjalmar Nederland fait des fouilles archéologiques sur les ruines de New Houston, où il est né et a vécu enfant, et prouve que ce ne sont pas les rebelles mais la police qui a détruit la ville, tuant ainsi sa famille. Un monument est découvert sur Pluton : des menhirs de glace artificiels, surnommées Icehenge (allusion à Stonehenge). Nederland élabore une théorie selon laquelle ce sont les membres de l'expédition Davydov qui les ont érigés pour marquer leur passage en quittant le Système Solaire.
En 2610, Edmond Doya, arrière-petit-fils de Hjalmar Nederland, tente à son tour de trouver les origines d'Icehenge, qui ne sont peut-être pas si anciennes.

## Thèmes, remarques
On trouve ici les thèmes qui seront développés plus tard dans la trilogie martienne (Mars la rouge, Mars la verte et Mars la bleue) :
- Exploration et exploitation des ressources des planètes (dont Mars)
- Longévité des protagonistes grâce aux progrès de la médecine, et perte de mémoire due à cette longévité
- Écrit en pleine guerre froide, ce roman met en scène ce que seraient devenus les blocs américain et soviétique sans la chute du mur de Berlin en 1989

## Personnages
- Emma Weil : ingénieur en systèmes de biomaintenance
- Eric Swann : capitaine de l'Aigle-Roux
- Oleg Davydov : chef des mutins
- Hjalmar Nederland : archéologue martien
- Edmond Doya : voyageur interplanétaire et archéologue amateur
- Caroline Holmes : multimilliardaire

## Éditions (France)
- Kim Stanley Robinson, Les Menhirs de glace, traduction de Luc Carissimo  (ISBN 2070313042)